# 969 Leocadia
A 969 Leocadia (ideiglenes jelöléssel 1921 KZ) a Naprendszer kisbolygóövében található aszteroida. Szergej Beljavszkij fedezte fel 1921. november 5-én.